# 橋岡和樹
橋岡 和樹（はしおか かずき、1997年1月20日 - ）は、埼玉県浦和市（現：さいたま市）出身のサッカー選手。関東サッカーリーグ2部エリース東京FC所属。ポジションはディフェンダー（右サイドバック）。橋岡大樹は実弟。陸上競技選手の橋岡優輝は従兄弟。

## 来歴
弟の大樹と同様に浦和ジュニアユースおよびユースに在籍していたがトップチーム昇格は果たせず、高校卒業後は明治大学サッカー部に入った。明治大学サッカー部では副主将も務めた。2018年にサッカー部を卒部し、一般企業への就職活動をしながらプロ選手を目指した。
一般企業勤務を経て、2019年9月3日、関東サッカーリーグ1部の東京23FCに加入。3ヶ月後の12月12日、アルビレックス新潟シンガポールに移籍。新加入ながらも2020シーズンのキャプテンに任命され、右サイドバックとしてプレー。チームはリーグ優勝を果たし、自身もリーグベストイレブンに選出された。2年目となる2021シーズンは2位と連覇は逃したものの、自身は2季連続でリーグ戦全試合フル出場を果たしリーグベストイレブンに選出されている。
2022年6月3日、関東サッカーリーグ2部のエリース東京FCに加入。

## 所属クラブ
- FC浦和
- 浦和レッズジュニアユース
- 浦和レッズユース
- 明治大学体育会サッカー部
- 2019年9月 - 12月  東京23FC
- 2020年 - 2021年  アルビレックス新潟シンガポール
- 2022年6月 -  エリース東京FC

## 個人成績
| 国内大会個人成績 | 国内大会個人成績 | 国内大会個人成績 | 国内大会個人成績 | 国内大会個人成績 | 国内大会個人成績 | 国内大会個人成績 | 国内大会個人成績 | 国内大会個人成績 | 国内大会個人成績 | 国内大会個人成績 | 国内大会個人成績 |
| 年度             | クラブ           | 背番号           | リーグ           | リーグ戦         | リーグ戦         | リーグ杯         | リーグ杯         | オープン杯       | オープン杯       | 期間通算         | 期間通算         |
| 年度             | クラブ           | 背番号           | リーグ           | 出場             | 得点             | 出場             | 得点             | 出場             | 得点             | 出場             | 得点             |
| シンガポール     | シンガポール     | シンガポール     | シンガポール     | リーグ戦         | リーグ戦         | リーグ杯         | リーグ杯         | シンガポール杯   | シンガポール杯   | 期間通算         | 期間通算         |
| ---------------- | ---------------- | ---------------- | ---------------- | ---------------- | ---------------- | ---------------- | ---------------- | ---------------- | ---------------- | ---------------- | ---------------- |
| 2020             | 新潟S            | 5                | プレミア         | 14               | 1                | -                | -                | 0                | 0                | 14               | 1                |
| 2021             | 新潟S            | 5                | プレミア         | 21               | 0                | -                | -                | 0                | 0                | 21               | 0                |
| 通算             | シンガポール     | シンガポール     | プレミア         | 35               | 1                | -                | -                | 0                | 0\|\|\|35\|\|1   |                  |                  |
| 総通算           | 総通算           | 総通算           | 総通算           | 35               | 1                | -                | -                | 0                | 0\|\|\|35\|\|1   |                  |                  |